# Incisure angulaire
L’incisure angulaire est un échancrure de la petite courbure de l’estomac. Elle sert de point de repère endoscopique entre le corps et l'antre de l'estomac.

## Nom
L’Académie nationale de médecine la nomme « incisure angulaire de la petite courbure gastrique ».

## Pathologie
Un ulcère gastrique peut se déclarer dans cette zone chez l'humain ou le chien. Elle présente un risque de rétrécissement lors d'un gastrectomie longitudinale.